# Club Sportiv Universitar Voința Sibiu
Il Club Sportiv Universitar Voința Sibiu (noto come Voința Sibiu) è stata una società calcistica di Sibiu, in Romania fondata nel 2007. Nella stagione 2011-2012 militò in Liga I per la prima volta nella sua storia.

## Storia
Il Voința Sibiu viene fondato nel 2007 dopo il fallimento dell'FC Sibiu, nato a sua volta nel 2003 dopo il fallimento nel 2000 della società storica della città, l'Inter Sibiu.
La squadra parte dalla Liga IV e al secondo tentativo riesce la promozione in Liga III. All'inizio del campionato 2009-2010 il presidente Hambasan coinvolge il sindaco della città Johannis e quindi il comune dà il contributo alla squadra. Di conseguenza i nero-verdi si dimostrano subito competitivi e vincono subito la Serie 6 della Liga III senza problemi collezionando 78 punti frutto di 24 vittorie, 6 pareggi e 4 sconfitte, e risultando sia il miglior attacco, 66 gol fatti, sia la miglior difesa, solo 21 gol subiti, spinti anche dal calore dei tifosi nettamente superiori in numero alla media della Liga III.
L'obbiettivo della stagione seguente era l'immediata promozione in Liga I, prendendo spunto dalla storia simile dell'FCM Targu Mures, obiettivo poi centrato dalla società. La prima parte di stagione infatti ha visto la squadra piazzarsi sorprendentemente al primo posto fino all'inizio del girone di ritorno, dove poi ha avuto un calo, diventato vertiginoso nelle ultime giornate che hanno portato il Vointa dalla seconda alla quarta posizione. Il contemporaneo fallimento però dell'Unirea Urziceni e la retrocessione per debiti di FC Timisoara, Gloria Bistrita e FC Bihor Oradea ha lasciato un posto vacante in Liga I, posto che si sono giocati in uno spareggio la Sagetata Navodari e il Vointa Sibiu. L'andata a Năvodari è finita 0-0 mentre il ritorno a Sibiu ha visto il Vointa imporsi per 2-0 e conquistare così la promozione in Liga I.
È la prima squadra di calcio in Romania che ottiene 3 promozioni consecutive dalla Liga IV alla Liga I

## Stadio
Il Voința Sibiu gioca le sue partite interne allo Stadio Municipal, uno dei più capienti di Romania con i suoi 14.200 posti. Benché sia già in possesso di tutti posti a sedere si prevedono ulteriori lavori di ammodernamento.

## Curiosità
Essendo l'allenatore Baciu un ex giocatore della Steaua Bucarest ha sia voluto come seconda divisa un completo rosso-blu sia creato per la squadra il marchio CSUVS (così come FC Steaua Bucuresti ha come marchio FCSB).

## Palmarès
- Campionato di Liga III: 1

(2009-10)